# Герб Сновська
Герб Сновська — офіційний символ містечка Сновськ Чернігівської області.

## Опис
Герб у зеленому колі щита (співвідношення ширини до висоти 7 : 8), символіка залізниці - ключ та молоток - жовтого кольору, втілення розвитку і багатства. Зелений колір - географічна зона Полісся, символізує достаток і надію, а також вказує, що район є частиною області. Вертикальна блакитна смуга (1/3 щита) - вказує на багаті гідроресурси, уособлює річку Снов, що перетинає територію району, символізує віру і духовність.

## Трактування символіки міста
Герб міста копіює герб району